# Claudio Plit
Claudio Plit (Rosario, 7 de noviembre de 1954) es un nadador argentino que ganó cuatro títulos mundiales en natación profesional en aguas abiertas, llegando a ser homenajeado en el Salón Internacional de la Fama de la Natación en Fort Lauderdale, EE.UU, en 2014. 

## Biografía
Nació en la ciudad de Rosario, Santa Fe, en el año 1954. Comenzó a nadar en el río Paraná cuando era un niño y dearrolló una carrera profesional compitiendo en carreras nacionales e internacionales que concluyeron en una carrera de tres décadas participando en más de 250 maratones de natación en América del Norte y del Sur, Europa, África y Asia.
Ganó la carrera de natación de 63 kilómetros Santa Fe-Coronda cuatro veces seguidas en 1974, 1975, 1976 y 1977.  Otros hitos de su carrera incluyen el establecimiento de un nuevo récord latinoamericano en el cruce del Canal de la Mancha y un nuevo récord en un nado de 23 horas uniendo las ciudades de Santa Fe y Rosario en Argentina.
Después de haber ganado los campeonatos nacionales de natación en aguas abiertas de su país, fue cinco veces ganador de la carrera de natación maratón Traversée Internationale du Lac Saint-Jean en Quebec, Canadá (1981-1985-1986-1987-1988). Hasta 1997, completó 25 travesías a nado en la Travesía Internacional del Lago Saint-Jean.
Fue Presidente de la Federación de Nadadores Profesionales (1980-82 y 1990). Recibió un premio Konex por sus logros en natación en 1990. 